# 高嶋雅明
高嶋 雅明（たかしま まさあき、1940年10月4日 - ）は、日本の経済史学者、和歌山大学名誉教授。
大阪市生まれ。1964年和歌山大学経済学部卒、1970年大阪大学大学院経済学研究科博士課程満期退学。1980年「朝鮮における植民地金融史の研究」で経済学博士。1967年九州産業大学講師、1970年和歌山大学経済学部講師、1972年助教授、1981年教授、1997年-1999年経済学部長、2006年定年退官、名誉教授、広島経済大学教授。2011年退職。

## 著書
- 『朝鮮における植民地金融史の研究』大原新生社 1978
- 『和歌山県における地租改正と地価修正運動』和歌山大学紀州経済史文化史研究所 紀州経済史研究叢書 1978
- 『和歌山県の百年』山川出版社 県民100年史 1985
- 『企業勃興と地域経済 和歌山県域の検証』清文堂出版 2004

### 共編著・校訂
- 『明治中期産業運動資料 第9巻 1 農事調査 9 和歌山県・三重県』大橋博編 解題・校訂 日本経済評論社 1980
- 『庶民の歩んだ金融史』宮本又郎共著 福徳銀行 1991
- 『和歌山県の歴史』小山靖憲,武内雅人,栄原永遠男,弓倉弘年,笠原正夫共著 山川出版社 県史 2004
- 『近代日本金融史文献資料集成』第38-44巻 渋谷隆一,麻島昭一監修 波形昭一共編 日本図書センター 2005
- 『近世近代の歴史と社会』安藤精一,天野雅敏共編 清文堂出版 2009

## 論文
- 高嶋雅明「綿ネル業の比較産業史」『経済理論』第295号、和歌山大学経済学会、2000年5月、83-107頁、ISSN 04516222、NAID 40000908439。
- 高嶋雅明「明治前期における出石第五十五国立銀行の分析」『大阪大学経済学』第16巻第4号、大阪大学大学院経済学研究科、1967年3月、81-100頁、ISSN 04734548、NAID 40000303732。
- 高嶋雅明「熊本県の経済発展と金融機関」『九州産業大学商経論叢』第9巻第4号、九州産業大学、1969年5月、33-95頁、ISSN 02867842、NAID 110000155416。
- 高嶋雅明「第百二国立銀行と外国貿易金融 : 朝鮮貿易と荷為替金融」『社会経済史学』第37巻第2号、社会経済史学会、1971年、154-177,215-21、doi:10.20624/sehs.37.2_154、ISSN 0038-0113、NAID 110001212394。
- 高嶋雅明「ウラジボストク貿易と外国為替金融 : 浦潮斯徳松田銀行部(十八銀行支店)の分析を中心として」『土地制度史学』第14巻第4号、土地制度史学会（現 政治経済学・経済史学会）、1972年、35-50頁、doi:10.20633/tochiseido.14.4_35、ISSN 0493-3567、NAID 110007018090。
- 高嶋雅明「「韓国拓殖銀行」設立計画について」『経済理論』第139号、和歌山大学経済学会、1974年7月、72-89頁、ISSN 04516222、NAID 40000907097。
- 高嶋雅明「領事報告制度と「領事館報告」について」『経済理論』第168号、和歌山大学経済学会、1979年3月、p62-85、ISSN 04516222、NAID 40000907578。
- 高嶋雅明「木炭史覚書 : 木炭用途に関する史的素描と若干の文献拾遺」『エネルギー史研究 : 石炭を中心として』第10号、エネルギー史研究会、1979年3月、61-77頁、doi:10.15017/13673、ISSN 0286-2050、NAID 110006955173。
- 高嶋雅明「泉州銀行編「泉州銀行三十年史」」『地方金融史研究』第14号、全国地方銀行協会、1983年4月、p135-139、ISSN 02867796、NAID 40002369522。
- 高嶋雅明「工場法と工場規制--明治期の「工場公害」とその対策」『経済理論』第194号、和歌山大学経済学会、1983年7月、p42-71、ISSN 04516222、NAID 40000907815。
- 高嶋雅明「輸出貿易政策と海外商品見本陳列所」『経済理論』第218号、和歌山大学、1987年7月、p24-47、ISSN 04516222、NAID 110000420759。
- 高嶋雅明「商業会議所活動と海外通商情報」『経済理論』第235号、和歌山大学、1990年5月、p41-58、ISSN 04516222、NAID 110000420815。
- 高嶋雅明「戦前期シアトルにおける日本人金融機関」『経済理論』第248号、和歌山大学、1992年7月、p22-45、ISSN 04516222、NAID 110000420860。
- 高嶋雅明「戦前期カリフォルニアにおける横浜正金銀行と日系社会--1900～1935」『大阪大学経済学』第42巻第3号、大阪大学、1993年3月、p204-223、ISSN 04734548、NAID 110000126430。
- 高嶋雅明「戦間期の町村財政と町村会--和歌山県粉河町の事例を中心に」『経済理論』第312号、和歌山大学経済学会、2003年3月、35-57頁、doi:10.19002/AN00071425.312.35、ISSN 04516222、NAID 110000935703。
- 高嶋雅明「財閥銀行の海外展開と上海金融市場--1913年～1925年」『経済理論』第329号、和歌山大学経済学会、2006年1月、67-87頁、doi:10.19002/AN00071425.329.67、ISSN 04516222、NAID 110006417624。
- 高嶋雅明「日露戦後期「満州」（中国東北部）における日系地場銀行の分析」『広島経済大学創立四十周年記念論文集』、広島経済大学、2007年10月、27-52頁、NAID 120005378658。
- 高嶋雅明「金融危機と銀行経営--1910年代前半の広島県・山口県の事例を中心に」『広島経済大学経済研究論集』第30巻第3号、広島経済大学経済学会、2008年3月、29-52頁、ISSN 03871436、NAID 120005378508。
- 高嶋雅明「1910年代以降の和歌山県における出移民と移民送金」『紀州経済史文化史研究所紀要』第35号、和歌山大学紀州経済史文化史研究所、2014年12月、15-27頁、ISSN 0285-6417、NAID 40020346894。
- 高嶋雅明「書評 肥後銀行総合企画部90年史編纂担当編『肥後銀行90年史』」『地方金融史研究』第48号、全国地方銀行協会、2017年5月、57-59頁、ISSN 0286-7796、NAID 40021235935。